# Karolina Portalska
Karolina Portalska (ur. 6 stycznia 1999 w Olsztynie) – polska siatkarka grająca na pozycji libero. W sezonie 2018/2019 miała występować PTPS-ie Piła.

## Sukcesy drużynowe
Mistrzostwa Polski Młodziczek
- 2013/14[2]

Mistrzostwa Polski Kadetek
- 2014/15, 2015/16[2]

Mistrzostwa Polski Juniorek
- 2014/15[2]

Licealiada
- 2015[2]

Mistrzostwa Polski U-23
- 2016/17[potrzebny przypis]

## Sukcesy indywidualne
- 2013/14: MVP turnieju finałowego podczas Mistrzostw Polski Młodziczek[4]
- 2015/16: Najlepsza Libero Turnieju podczas Licealiady 2015[2]